# 亲潮号驱逐舰
亲潮号驱逐舰(日语：親潮，舰名取自亲潮海流）是阳炎型驱逐舰4号舰，服役于大日本帝国海军。该舰的建造是日本海军丸三计划的一部分。

## 背景
亲潮号由舞鶴海軍工廠负责建造，1938年3月29日铺设龙骨，1938年11月29日下水，1940年8月20日完工。

## 战史
在珍珠港事件爆发时，亲潮号被分配到了第15驱逐舰队，隶属日本海军第2舰队第2水雷战队。日本海军派出原本部署在她为参加菲律宾战役的龙骧号航空母舰护航。
1942年初，亲潮号参与了对荷属东印度的入侵。1月份，她为进攻万鸦老，肯達里和安汶岛的部队护航。2月份，她又为进攻望加錫，帝汶和爪哇岛的舰队护航。2月8日，她救起了夏潮号驱逐舰上的幸存者。3月5日，她和黑潮号驱逐舰共同击沉英国皇家海军一艘布雷艇。3月底，她和赤城号航空母舰一同返回佐世保镇守府。
4月底，为了支援日军5月上旬占领巴拉望省卡格扬群岛的行动，日本海军命令亲潮号离开吴市。随后，亲潮号和受损的翔鹤号航空母舰返回吴市。6月初，亲潮号从塞班岛出发为参加中途岛战役的运输舰队护航。
日本海军原本想让亲潮号在印度洋空袭中承担为巡洋舰护航的任务，但当亲潮号抵达缅甸丹老时，这个计划又被取消了。随后，她接到了为前往巴厘巴板和所罗门群岛的熊野号重巡洋舰和铃谷号重巡洋舰护航的任务。在8月24日的東所羅門海戰期间，她是近藤信竹将军部队的一员，但是她没有参战。9月间，亲潮号开始负责管道和特鲁克岛间的运输。十月，她开始执行东京快车任务。这些任务执行到1943年2月出初期而止。在10月26日发生的聖克魯斯群島戰役中，亲潮号隶属于栗田健男的支援舰队, 在战斗结束后，她和熊野号和铃谷号一同返回肖特兰岛。在发生于11月13日到15日的瓜達爾卡納爾海戰期间，向美国海军华盛顿号战列舰发射鱼雷进行攻击。战斗后，她和鸟海号重巡洋舰返回拉包爾。11月21日，她和海风号驱逐舰配合从拉包尔突围。11月30日，亲潮号在战斗中用鱼雷击中美国海军北安普顿号巡洋舰。
2月9日，亲潮号驱逐舰和箱崎丸号运兵船返回吴市进行修理。4月10日，她和冲鹰号航空母舰和大鹰号航空母舰返回特鲁克岛。4月底，正在肖特兰岛的亲潮号又接到了运兵任务。
1943年5月7日到8日的晚上，正在执行向科隆班加拉島运兵任务的亲潮号驱逐舰，在离开科隆班加拉岛维拉后触雷。当亲潮号在水中缓缓沉没时，亲潮号又遭到了空袭，亲潮号遭到了扫射且有一发炸弹直接命中该舰，空袭造成91人阵亡。该舰随后沉没。沉没地坐标为08°08′S 156°55′E / 8.133°S 156.917°E经纬度: 08°08′S 156°55′E / 8.133°S 156.917°E。1943年6月20日，该舰从日本海军中除籍。